# Martim Moniz de Ribadouro
Martim Moniz de Ribadouro (antes de 1080 - depois de 1111) foi um nobre medieval do Condado Portucalense, que por casamento se tornou genro do célebre alvazil Sisnando Davides, que o terá nomeado igualmente alvazil, e, após a sua morte, como o novo Conde de Coimbra.

## Primeiros anos
Martim era filho de Monio Fromariques, muito provavelmente filho de Fromarico Moniz, por sua vez irmão do então senhor de Ribadouro e chefe da família, Egas Moniz I de Ribadouro. A sua mãe, Elvira Gondesendes, é de origem incerta.
Por casamento, Martim ligou-se simultaneamente a duas entidades políticas de grande importância. Desposou Elvira Sisnandes de Coimbra, única filha do célebre Sisnando Davides, governador moçárabe de Coimbra, e de Loba Nunes de Portucale, única filha do conde Nuno Mendes de Portucale, falecido em 1071. O casamento ter-se-á dado por volta de 1080, dado que, por esse ano, Martim começa a ser designado, como o sogro, de alvazil, assim, como Mido e Zacarias Davides, e Mendo Baldemires, possivelmente parentes do governador, tendo em conta pelo menos o patronímico semelhante dos dois primeiros.

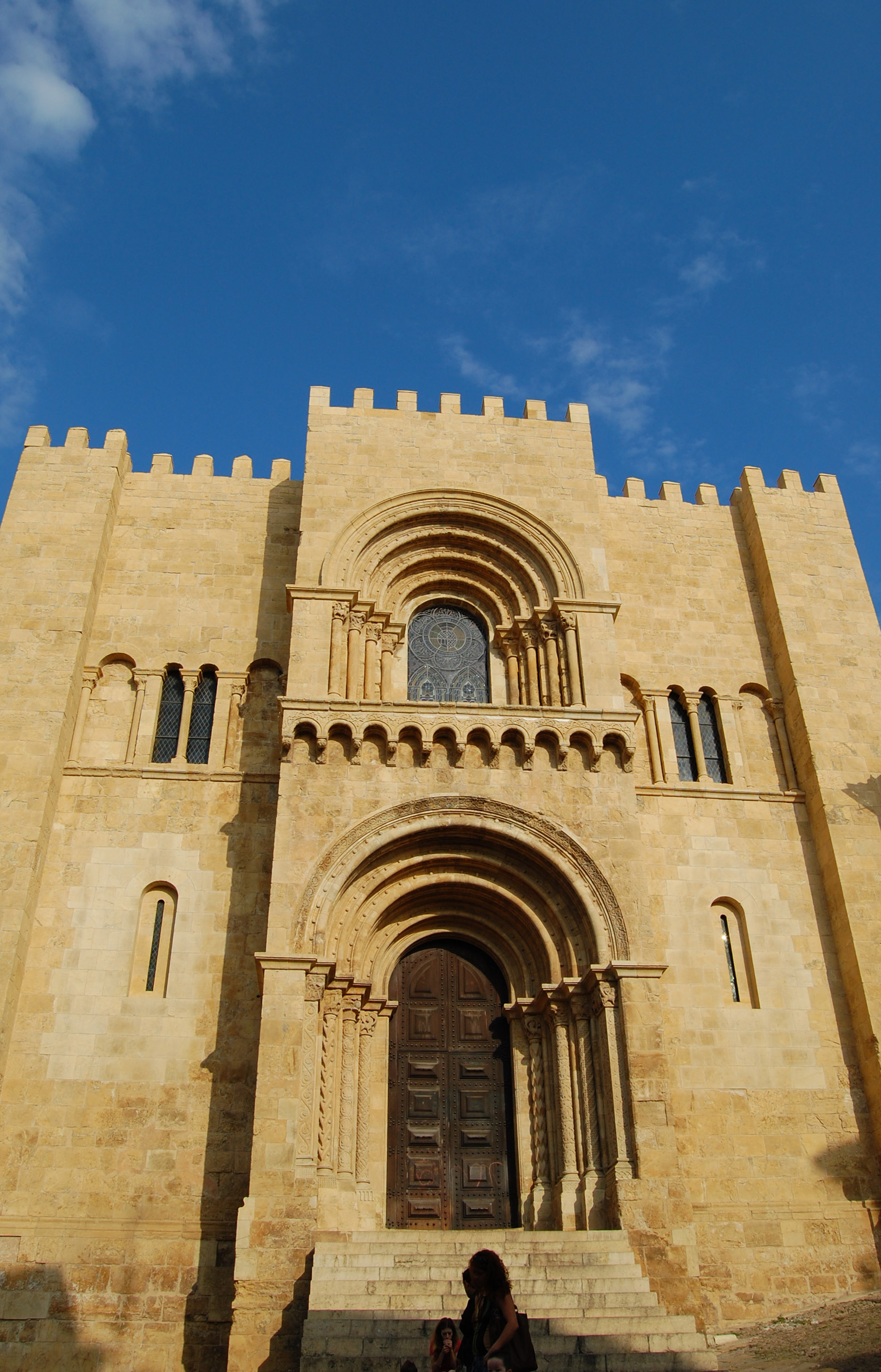
Sé Velha de Coimbra

Desta forma, a morte do alvazil Sesnando Davides, sogro de Martim, a 25 de dezembro de 1091, não marcou o fim imediato da administração moçárabe do termo de Coimbra, que vigorara desde 1064, data da reconquista da cidade por Fernando Magno (que teria sido provavelmente motivada pelo próprio Sesnando). Como moçárabe, Sesnando sempre soubera manter um equilíbrio entre as duas forças da reconquistaː embora sendo vassalo de um rei cristão, a sua origem moçárabe permitia-lhe uma mais fácil manutenção da paz a sul do rio Mondego, fronteira última do domínio cristão naquela região.

## O governo de Coimbra
Martim terá sido escolhido pelo seu sogro, Sesnando Davides, como seu sucessor no governo do condado de Coimbra. Desta forma, é provável que a sucessão entre sogro e genro acabasse por ser relativamente pacífica na cidade. Ao contrário do sogro, sabe-se que Martim utilizou efetivamente o título de comes (conde), com o qual assina alguma da documentação, e afirmandoː
Eu, M. Moniz, governador de Coimbra e genro do cônsul Sisnando, que entrei em seu lugar, confirmo e prometo guardar verdadeiramente quanto meu senhor o imperador ordenou.
Pacífica não foi, no entanto, a ação de Afonso VI de Leão e Castela, que, provavelmente desejoso de afastar a influência moçárabe sobre Coimbra, não se fez esperarː ainda antes da morte do alvazil, na Páscoa de 1091, elegeu um novo bispo para a cidadeː o bispo Crescónio, que fora Abade de Tui, e reconhecido por todos como a escolha do monarca para o governo espiritual de Coimbra. Contudo, a consagração e instalação do novo bispo só se pôde efetuar precisamente após a morte do alvazil, isto é, em pleno governo de Martim Moniz.

### Conquistas de Lisboa, Santarém e Sintra
Por essa altura, Afonso VI negociava também com Al-Mutavaquil a entrega das cidades então em posse árabe, de Lisboa, Santarém e Sintra, e planeava fortalecer os postos administrativos e militares destas recém adquiridas cidades de fronteira.
A 22 de abril de 1093, Afonso confirmava, em Coimbra, o foral que havia dado anos antes, em 1085. Tal era a urgência do assunto fronteiriço que o monarca celebrara a Páscoa desse ano em plena viagem, provavelmente em Tui. Martim estava entre os confirmantes deste novo foral, assim como o bispo Crescónio e do conde Raimundo de Borgonha. Acompanhando Afonso, Martim dirigiu-se então para Sul, e, entre 30 de abril e 5 de maio desse mesmo ano, viu cair as três cidades de fronteira que haviam sido prometidas ao rei de Leão, que as confiou ao então seu genro e homem da sua provável inteira confiança, o conde Raimundo.

### Deposição de Martim Moniz e consequências
Nesta grande "presente" para o seu genro, Afonso aproveitou também para afastar Martim do governo de Coimbra, ainda nesse ano de 1093, para o conferir ao mesmo genro.
Com este ato, o poder moçárabe em Coimbra foi posto em causa, sobretudo por uma crescente predominância franca, elite com a qual os moçárabes, não deixaram de disputar o controlo da cidade, mesmo estando em clara desvantagem. A falta de um líder moçárabe do nível do malogrado Sesnando que conseguisse equilibrar a balança política terá dificultado a tolerância moçárabe que até então se vivia em Coimbra.

## Últimos anosː entre Aragão e Valência
Provavelmente como compensação, Martim terá recebido a tenência de Arouca, mantendo-a em 1094, e provavelmente de Lamego, uma posição menor da qual terá abdicado para se refugiar em Valência, na corte do célebre El Cid, onde residiu até à morte deste, em 1099. De seguida, viajou para a corte de Pedro I de Aragão, onde se mantinha ainda em 1111, em pleno reinado do irmão daquele, Afonso I de Aragão. Martim parece ter apoiado Afonso I contra a então rainha Urraca I de Leão e Castela.
Martim Moniz terá falecido pouco após 1111, dado que não confirma documentação posterior a essa data.